# سحاب ذيل الفرس

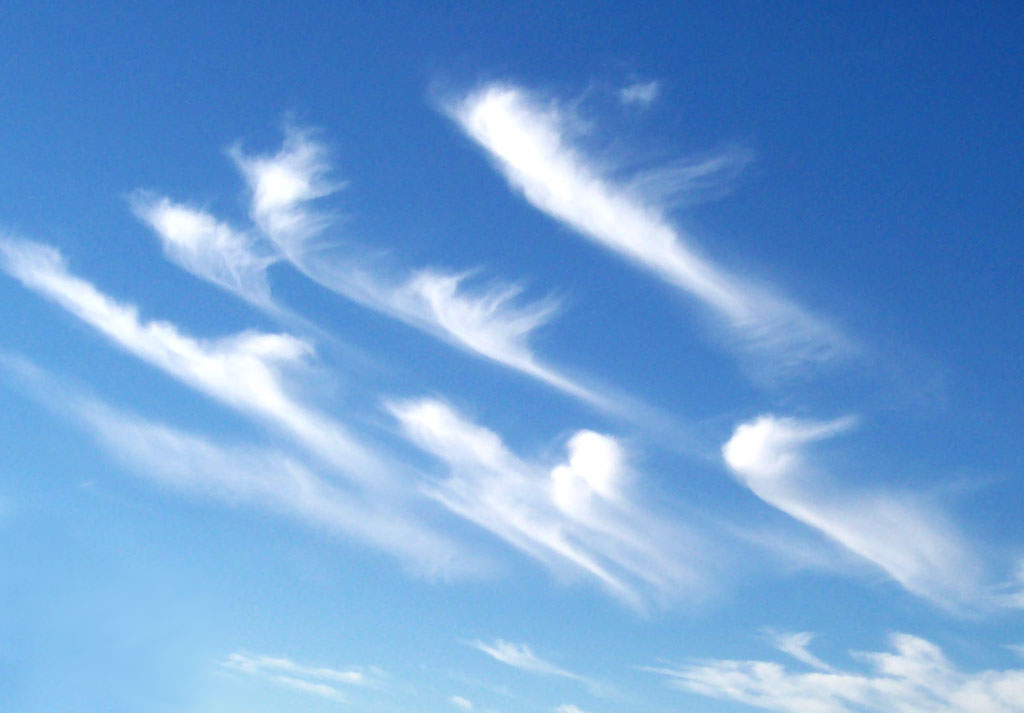
ذيول الفرس

سحاب ذيل الفرس  Mares tails هي غيوم من جنس سحاب السمحاق على شكل حزمة من الشعر الطويل -أو القش الطويل- منتشرة بشكل طولاني في السماء, تدل على رياح شديدة السريعة في المستويات العليا من التروبوسفير.

## المصدر
- المعجم الجغرافي المناخي